# Сосновка (Высокогорский район)
 Сосновка  — село в Высокогорском районе Татарстана. Входит в состав Бирюлинского сельского поселения.

## География
Находится в северо-западной части Татарстана на расстоянии приблизительно 12 км на северо-восток по прямой от районного центра поселка Высокая Гора у речки Крылай.

## История
Известно с 1636 года. Упоминалось также как Сухая Сайра.

## Население
Постоянных жителей было в 1726 году- 51, в 1782 — 78 душ мужского пола, в 1859—261, в 1897—183, в 1908—191, в 1920—290, в 1926—387, в 1938—421, в 1949—334, в 1958—264, в 1970—238, в 1989—184, 220 в 2002 году (русские 66 %, татары 30 %), 251 в 2010.